# Llista de topònims de la Pobla de Massaluca
Llista de topònims (noms propis de lloc) del municipi de la Pobla de Massaluca, a la Terra Alta
Informació actualitzada per un bot. Els canvis manuals es perdran quan s'actualitzi!

## cabana
| imatge | Nom                   | Ubicat a              | instància de | Detalls                     | coordenades                                                          | Protecció                                  | Commons (més fotos) | Dades a WD                    |
| ------ | --------------------- | --------------------- | ------------ | --------------------------- | -------------------------------------------------------------------- | ------------------------------------------ | ------------------- | ----------------------------- |
|        | cabana                | la Pobla de Massaluca | cabana       | Estil: arquitectura popular |                                                                      | bé integrant del patrimoni cultural català |                     | Modifica les dades a Wikidata |
|        | cabana d'Antolina     | la Pobla de Massaluca | cabana       |                             | 41° 12′ 04″ N, 0° 19′ 10″ E / 41.2010032540212°N,0.319582265644357°E |                                            |                     | Modifica les dades a Wikidata |
|        | cabana de Plana       | la Pobla de Massaluca | cabana       |                             | 41° 12′ 27″ N, 0° 23′ 13″ E / 41.2075449580571°N,0.387067765694908°E |                                            |                     | Modifica les dades a Wikidata |
|        | cabana del Claro      | la Pobla de Massaluca | cabana       |                             | 41° 11′ 28″ N, 0° 18′ 57″ E / 41.1911586973428°N,0.315703709946335°E |                                            |                     | Modifica les dades a Wikidata |
|        | cabana del Malaguenyo | la Pobla de Massaluca | cabana       |                             | 41° 12′ 59″ N, 0° 19′ 07″ E / 41.2163627314839°N,0.318561272602398°E |                                            |                     | Modifica les dades a Wikidata |
|        | corral del Falerol    | la Pobla de Massaluca | cabana       |                             | 41° 10′ 51″ N, 0° 21′ 07″ E / 41.1809454567151°N,0.351873109704963°E |                                            |                     | Modifica les dades a Wikidata |
|        | era del Xut           | la Pobla de Massaluca | cabana       |                             | 41° 10′ 29″ N, 0° 21′ 07″ E / 41.1747753052336°N,0.351847619932464°E |                                            |                     | Modifica les dades a Wikidata |

## casa
| imatge | Nom          | Ubicat a              | instància de | Detalls                     | coordenades                                          | Protecció                                  | Commons (més fotos) | Dades a WD                    |
| ------ | ------------ | --------------------- | ------------ | --------------------------- | ---------------------------------------------------- | ------------------------------------------ | ------------------- | ----------------------------- |
|        | Ca Folqué    | la Pobla de Massaluca | casa         |                             | 41° 10′ 49″ N, 0° 21′ 12″ E / 41.180397°N,0.35344°E  | bé integrant del patrimoni cultural català |                     | Modifica les dades a Wikidata |
|        | Ca l'Eugenio | la Pobla de Massaluca | casa         |                             | 41° 10′ 48″ N, 0° 21′ 14″ E / 41.179951°N,0.35393°E  | bé integrant del patrimoni cultural català |                     | Modifica les dades a Wikidata |
|        | Cal Chico    | la Pobla de Massaluca | casa         | Estil: arquitectura popular | 41° 10′ 50″ N, 0° 21′ 12″ E / 41.180476°N,0.353295°E | bé integrant del patrimoni cultural català |                     | Modifica les dades a Wikidata |

## curs d'aigua
| imatge | Nom                 | Ubicat a                                     | instància de | Detalls                                    | coordenades                                                                                               | Protecció | Commons (més fotos) | Dades a WD                    |
| ------ | ------------------- | -------------------------------------------- | ------------ | ------------------------------------------ | --- | --------- | ------------------- | ----------------------------- |
|        | Barranc de Vallmala | província de Tarragona la Pobla de Massaluca | curs d'aigua | Desemboca: Ebre                            | 41° 13′ 10″ N, 0° 20′ 12″ E / 41.219444444444°N,0.33666666666667°E 87 msnm                                |           |                     | Modifica les dades a Wikidata |
|        | Matarranya          | Catalunya Aragó                              | curs d'aigua | Desemboca: Ebre Llarg: 97km Conca: 1250km² | 40° 45′ 53″ N, 0° 14′ 01″ E / 40.764818°N,0.233728°E 41° 14′ 13″ N, 0° 21′ 51″ E / 41.237041°N,0.364138°E |           | Matarraña River     | Modifica les dades a Wikidata |
|        | barranc de Vallivés | la Pobla de Massaluca                        | curs d'aigua |                                            | 41° 11′ 00″ N, 0° 19′ 00″ E / 41.183333333333°N,0.31666666666667°E 238 msnm                               |           |                     | Modifica les dades a Wikidata |

## església
| imatge | Nom                       | Ubicat a              | instància de | Detalls                                                          | coordenades                                          | Protecció                   | Commons (més fotos)                  | Dades a WD                    |
| ------ | ------------------------- | --------------------- | ------------ | ---------------------------------------------------------------- | ---------------------------------------------------- | --------------------------- | ------------------------------------ | ----------------------------- |
|        | Santa Madrona del Calvari | la Pobla de Massaluca | església     | Estil: arquitectura popular Anomenat per: Madrona de Tessalònica | 41° 10′ 48″ N, 0° 21′ 01″ E / 41.180044°N,0.350269°E | bé cultural d'interès local |                                      | Modifica les dades a Wikidata |
|        | església de Sant Antoni   | la Pobla de Massaluca | església     |                                                                  | 41° 10′ 50″ N, 0° 21′ 11″ E / 41.18069°N,0.353174°E  | bé cultural d'interès local | Sant Antoni de la Pobla de Massaluca | Modifica les dades a Wikidata |

## granja
| imatge | Nom                      | Ubicat a              | instància de | Detalls | coordenades                                                          | Protecció | Commons (més fotos) | Dades a WD                    |
| ------ | ------------------------ | --------------------- | ------------ | ------- | -------------------------------------------------------------------- | --------- | ------------------- | ----------------------------- |
|        | Granja d'Antònio Faverol | la Pobla de Massaluca | granja       |         | 41° 10′ 18″ N, 0° 21′ 00″ E / 41.1716316422217°N,0.349876443911994°E |           |                     | Modifica les dades a Wikidata |
|        | Granja del Pecat         | la Pobla de Massaluca | granja       |         | 41° 10′ 25″ N, 0° 21′ 07″ E / 41.173742963692°N,0.351996503385703°E  |           |                     | Modifica les dades a Wikidata |
|        | Granja del Pere Cantó    | la Pobla de Massaluca | granja       |         | 41° 10′ 21″ N, 0° 21′ 41″ E / 41.1723747620383°N,0.361444431748271°E |           |                     | Modifica les dades a Wikidata |

## masia
| imatge | Nom                   | Ubicat a              | instància de | Detalls | coordenades                                                          | Protecció | Commons (més fotos) | Dades a WD                    |
| ------ | --------------------- | --------------------- | ------------ | ------- | -------------------------------------------------------------------- | --------- | ------------------- | ----------------------------- |
|        | Mas de Bernat         | la Pobla de Massaluca | masia        |         | 41° 10′ 52″ N, 0° 22′ 12″ E / 41.181129146013°N,0.36999672329256°E   |           |                     | Modifica les dades a Wikidata |
|        | Mas de Constància     | la Pobla de Massaluca | masia        |         | 41° 10′ 36″ N, 0° 18′ 48″ E / 41.1767713968017°N,0.313228004363265°E |           |                     | Modifica les dades a Wikidata |
|        | Mas de Fanxovic       | la Pobla de Massaluca | masia        |         | 41° 11′ 33″ N, 0° 18′ 59″ E / 41.1925180169558°N,0.316447013204162°E |           |                     | Modifica les dades a Wikidata |
|        | Mas de Folquer        | la Pobla de Massaluca | masia        |         | 41° 10′ 03″ N, 0° 19′ 53″ E / 41.167492397233°N,0.331330699905688°E  |           |                     | Modifica les dades a Wikidata |
|        | Mas de Franxa         | la Pobla de Massaluca | masia        |         | 41° 12′ 07″ N, 0° 21′ 33″ E / 41.2018203725386°N,0.35921186176912°E  |           |                     | Modifica les dades a Wikidata |
|        | Mas de Maria Serafina | la Pobla de Massaluca | masia        |         | 41° 10′ 07″ N, 0° 18′ 42″ E / 41.168478207699°N,0.311767288040851°E  |           |                     | Modifica les dades a Wikidata |
|        | Mas de Pere Roig      | la Pobla de Massaluca | masia        |         | 41° 12′ 19″ N, 0° 19′ 28″ E / 41.205187097525°N,0.324432144888169°E  |           |                     | Modifica les dades a Wikidata |
|        | Mas de Ribera         | la Pobla de Massaluca | masia        |         | 41° 11′ 00″ N, 0° 18′ 56″ E / 41.1834292114275°N,0.315626176035779°E |           |                     | Modifica les dades a Wikidata |
|        | Mas de l'Estanquer    | la Pobla de Massaluca | masia        |         | 41° 10′ 01″ N, 0° 18′ 03″ E / 41.1669815013083°N,0.300922852288996°E |           |                     | Modifica les dades a Wikidata |
|        | Mas del Cantó         | la Pobla de Massaluca | masia        |         | 41° 12′ 29″ N, 0° 23′ 31″ E / 41.2081155113869°N,0.391970627065684°E |           |                     | Modifica les dades a Wikidata |
|        | Mas del Daniel        | la Pobla de Massaluca | masia        |         | 41° 11′ 10″ N, 0° 22′ 57″ E / 41.1860306553213°N,0.382427602753646°E |           |                     | Modifica les dades a Wikidata |
|        | Mas del Fuster        | la Pobla de Massaluca | masia        |         | 41° 10′ 20″ N, 0° 18′ 30″ E / 41.1720846523074°N,0.308461046963263°E |           |                     | Modifica les dades a Wikidata |
|        | Torre Benito          | la Pobla de Massaluca | masia        |         | 41° 10′ 38″ N, 0° 21′ 09″ E / 41.1772856496475°N,0.352521288581517°E |           |                     | Modifica les dades a Wikidata |
|        | Torre Daniel          | la Pobla de Massaluca | masia        |         | 41° 11′ 12″ N, 0° 21′ 09″ E / 41.1866504756454°N,0.352429988630556°E |           |                     | Modifica les dades a Wikidata |
|        | Torre de Manet        | la Pobla de Massaluca | masia        |         | 41° 11′ 13″ N, 0° 21′ 48″ E / 41.1870375632546°N,0.363406891837265°E |           |                     | Modifica les dades a Wikidata |
|        | Torre del Cossonovo   | la Pobla de Massaluca | masia        |         | 41° 11′ 07″ N, 0° 21′ 13″ E / 41.1852261280342°N,0.353548469319608°E |           |                     | Modifica les dades a Wikidata |
|        | Torre del Sastre      | la Pobla de Massaluca | masia        |         | 41° 11′ 05″ N, 0° 20′ 58″ E / 41.1846549297286°N,0.349470308695283°E |           |                     | Modifica les dades a Wikidata |
|        | Torre del Xut         | la Pobla de Massaluca | masia        |         | 41° 10′ 28″ N, 0° 21′ 05″ E / 41.1744046853141°N,0.351397670091319°E |           |                     | Modifica les dades a Wikidata |
|        | Xalet de Fusta        | la Pobla de Massaluca | masia        |         | 41° 13′ 34″ N, 0° 20′ 19″ E / 41.2259770510726°N,0.338531927119772°E |           |                     | Modifica les dades a Wikidata |
|        | Xalet del Cantó       | la Pobla de Massaluca | masia        |         | 41° 10′ 19″ N, 0° 21′ 32″ E / 41.1720013690212°N,0.358908601964768°E |           |                     | Modifica les dades a Wikidata |
|        | Xalet dels Alemanys   | la Pobla de Massaluca | masia        |         | 41° 11′ 03″ N, 0° 21′ 07″ E / 41.1840365366951°N,0.351951173254494°E |           |                     | Modifica les dades a Wikidata |
|        | lo Molí               | la Pobla de Massaluca | masia        |         | 41° 13′ 20″ N, 0° 22′ 42″ E / 41.222146529447°N,0.378434266835461°E  |           |                     | Modifica les dades a Wikidata |

## muntanya
| imatge | Nom                                      | Ubicat a                               | instància de | Detalls | coordenades                                                              | Protecció | Commons (més fotos) | Dades a WD                    |
| ------ | ---------------------------------------- | -------------------------------------- | ------------ | ------- | ------------------------------------------------------------------------ | --------- | ------------------- | ----------------------------- |
|        | Cap de la Costa de la Pobla de Massaluca | la Pobla de Massaluca Riba-roja d'Ebre | muntanya     |         | 41° 13′ 21″ N, 0° 22′ 21″ E / 41.22243056°N,0.37246944°E 330.4 msnm      |           |                     | Modifica les dades a Wikidata |
|        | Duran                                    | la Pobla de Massaluca                  | muntanya     |         | 41° 11′ 47″ N, 0° 22′ 27″ E / 41.1964°N,0.374139°E 358.2 msnm            |           |                     | Modifica les dades a Wikidata |
|        | Morret de la Presó                       | la Pobla de Massaluca                  | muntanya     |         | 41° 11′ 47″ N, 0° 23′ 15″ E / 41.1964°N,0.387394°E 263.1 msnm            |           |                     | Modifica les dades a Wikidata |
|        | Pena Grossa                              | la Pobla de Massaluca                  | muntanya     |         | 41° 13′ 04″ N, 0° 19′ 42″ E / 41.21788889°N,0.32830556°E 210.9 msnm      |           |                     | Modifica les dades a Wikidata |
|        | Punta de la Tarallola                    | la Pobla de Massaluca                  | muntanya     |         | 41° 12′ 43″ N, 0° 19′ 04″ E / 41.2119°N,0.317889°E 316.1 msnm            |           |                     | Modifica les dades a Wikidata |
|        | Punta de les Barraques                   | la Pobla de Massaluca Riba-roja d'Ebre | muntanya     |         | 41° 12′ 41″ N, 0° 23′ 15″ E / 41.2114°N,0.387628°E Terra Alta 200.4 msnm |           |                     | Modifica les dades a Wikidata |
|        | Punta del Duc                            | la Pobla de Massaluca                  | muntanya     |         | 41° 13′ 44″ N, 0° 22′ 17″ E / 41.22883333°N,0.37125°E 297.4 msnm         |           |                     | Modifica les dades a Wikidata |
|        | Punta del Sastre                         | la Pobla de Massaluca                  | muntanya     |         | 41° 11′ 04″ N, 0° 20′ 57″ E / 41.18438889°N,0.34911111°E 357.7 msnm      |           |                     | Modifica les dades a Wikidata |
|        | Punta dels Capellans                     | la Pobla de Massaluca                  | muntanya     |         | 41° 13′ 17″ N, 0° 21′ 48″ E / 41.2215°N,0.363472°E 293.5 msnm            |           |                     | Modifica les dades a Wikidata |
|        | Tossal Gros                              | la Pobla de Massaluca                  | muntanya     |         | 41° 11′ 45″ N, 0° 20′ 10″ E / 41.19594444°N,0.33608333°E 340.6 msnm      |           |                     | Modifica les dades a Wikidata |
|        | Turó de Valljordà                        | la Pobla de Massaluca Batea            | muntanya     |         | 41° 09′ 37″ N, 0° 20′ 26″ E / 41.16030556°N,0.34066667°E 383.4 msnm      |           |                     | Modifica les dades a Wikidata |

## passatge
| imatge | Nom                  | Ubicat a              | instància de | Detalls                     | coordenades                                          | Protecció                                  | Commons (més fotos) | Dades a WD                    |
| ------ | -------------------- | --------------------- | ------------ | --------------------------- | ---------------------------------------------------- | ------------------------------------------ | ------------------- | ----------------------------- |
|        | Cal Perxe            | la Pobla de Massaluca | passatge     | Estil: arquitectura popular | 41° 10′ 50″ N, 0° 21′ 14″ E / 41.180468°N,0.353838°E | bé integrant del patrimoni cultural català |                     | Modifica les dades a Wikidata |
|        | Perxe de Ca Massango | la Pobla de Massaluca | passatge     | Estil: arquitectura popular | 41° 10′ 51″ N, 0° 21′ 12″ E / 41.180804°N,0.353407°E | bé integrant del patrimoni cultural català |                     | Modifica les dades a Wikidata |

## pedrera
| imatge | Nom                   | Ubicat a              | instància de | Detalls | coordenades                                                          | Protecció | Commons (més fotos) | Dades a WD                    |
| ------ | --------------------- | --------------------- | ------------ | ------- | -------------------------------------------------------------------- | --------- | ------------------- | ----------------------------- |
|        | Pedrera de Matarranya | la Pobla de Massaluca | pedrera      |         | 41° 14′ 11″ N, 0° 22′ 06″ E / 41.2362605908555°N,0.368205566917738°E |           |                     | Modifica les dades a Wikidata |
|        | Pedrera de Rico       | la Pobla de Massaluca | pedrera      |         | 41° 14′ 02″ N, 0° 22′ 44″ E / 41.2339455728234°N,0.378845502566381°E |           |                     | Modifica les dades a Wikidata |

## serra
| imatge | Nom                | Ubicat a              | instància de | Detalls | coordenades                                                    | Protecció | Commons (més fotos) | Dades a WD                    |
| ------ | ------------------ | --------------------- | ------------ | ------- | -------------------------------------------------------------- | --------- | ------------------- | ----------------------------- |
|        | serra de Mangrana  | la Pobla de Massaluca | serra        |         | 41° 10′ 47″ N, 0° 19′ 49″ E / 41.179639°N,0.33025°E 337.9 msnm |           |                     | Modifica les dades a Wikidata |
|        | serra de les Fites | la Pobla de Massaluca | serra        |         | 41° 12′ 31″ N, 0° 20′ 09″ E / 41.2086°N,0.335917°E 323.2 msnm  |           |                     | Modifica les dades a Wikidata |

## vèrtex geodèsic
| imatge | Nom         | Ubicat a              | instància de    | Detalls   | coordenades                                                       | Protecció | Commons (més fotos) | Dades a WD                    |
| ------ | ----------- | --------------------- | --------------- | --------- | ----------------------------------------------------------------- | --------- | ------------------- | ----------------------------- |
|        | Gil         | la Pobla de Massaluca | vèrtex geodèsic | Alt: 1.2m | 41° 11′ 47″ N, 0° 22′ 27″ E / 41.19641°N,0.374134°E 359.416 msnm  |           |                     | Modifica les dades a Wikidata |
|        | Valljordans | la Pobla de Massaluca | vèrtex geodèsic | Alt: 1.2m | 41° 09′ 37″ N, 0° 20′ 29″ E / 41.160254°N,0.341455°E 386.214 msnm |           |                     | Modifica les dades a Wikidata |

## Misc
| imatge | Nom                                                     | Ubicat a                                      | instància de                                   | Detalls                                                                    | coordenades                                                                                         | Protecció                                  | Commons (més fotos)                        | Dades a WD                    |
| ------ | ------------------------------------------------------- | --------------------------------------------- | ---------------------------------------------- | -------------------------------------------------------------------------- | --------------------------------------------------------------------------------------------------- | ------------------------------------------ | ------------------------------------------ | ----------------------------- |
|        | Bassa de la Bovera                                      | la Pobla de Massaluca                         | zona humida                                    | Estil: arquitectura popular                                                | 41° 10′ 53″ N, 0° 21′ 05″ E / 41.181389°N,0.351428°E                                                | bé integrant del patrimoni cultural català |                                            | Modifica les dades a Wikidata |
|        | Ebre                                                    | Cantàbria País Basc Navarra Aragó Catalunya   | riu                                            | Desemboca: mar Mediterrània Llarg: 910km Conca: 86800km²                   | 43° 02′ 15″ N, 4° 22′ 12″ O / 43.0375°N,4.37°O 40° 43′ 43″ N, 0° 52′ 09″ E / 40.728527°N,0.869293°E |                                            | Ebro River                                 | Modifica les dades a Wikidata |
|        | Espais històrics Batalla de l'Ebre                      | la Pobla de Massaluca Ascó la Fatarella Batea | conjunt d'edificis memorial                    |                                                                            | 41° 10′ 13″ N, 0° 34′ 51″ E / 41.170398°N,0.58094°E                                                 | bé cultural d'interès local                |                                            | Modifica les dades a Wikidata |
|        | Espais històrics de la Batalla de l'Ebre: Punta del Duc | la Pobla de Massaluca                         | edifici                                        | Estil: arquitectura popular                                                | 41° 10′ 13″ N, 0° 34′ 51″ E / 41.170398°N,0.58094°E                                                 | bé cultural d'interès local                |                                            | Modifica les dades a Wikidata |
|        | Estació de Faió - la Pobla de Massaluca                 | la Pobla de Massaluca                         | estació de ferrocarril                         |                                                                            | 41° 13′ 30″ N, 0° 21′ 04″ E / 41.225027777777775°N,0.35108333333333336°E                            |                                            | Faió - la Pobla de Massaluca train station | Modifica les dades a Wikidata |
|        | Pont de Vallmala                                        | la Pobla de Massaluca                         | pont                                           |                                                                            | 41° 13′ 20″ N, 0° 20′ 07″ E / 41.2223199439365°N,0.335399873796914°E                                |                                            |                                            | Modifica les dades a Wikidata |
|        | Portals del carrer Major                                | la Pobla de Massaluca                         | portal                                         | Estil: arquitectura popular                                                | 41° 10′ 49″ N, 0° 21′ 13″ E / 41.180265°N,0.353572°E                                                | bé integrant del patrimoni cultural català |                                            | Modifica les dades a Wikidata |
|        | casa consistorial de la Pobla de Massaluca              | la Pobla de Massaluca                         | casa consistorial                              |                                                                            | 41° 10′ 49″ N, 0° 21′ 13″ E / 41.1803757°N,0.3534933°E                                              |                                            |                                            | Modifica les dades a Wikidata |
|        | cova de Pere Joan                                       | la Pobla de Massaluca                         | cova                                           |                                                                            | 41° 13′ 16″ N, 0° 19′ 58″ E / 41.2210613484772°N,0.332778985140132°E                                |                                            |                                            | Modifica les dades a Wikidata |
|        | cova del Bot                                            | la Pobla de Massaluca                         | abric rocós                                    |                                                                            | 41° 11′ 28″ N, 0° 22′ 05″ E / 41.1911168245797°N,0.368095871399991°E                                |                                            |                                            | Modifica les dades a Wikidata |
|        | la Pobla de Massaluca                                   | la Pobla de Massaluca                         | entitat singular de població capital municipal | 344 hab                                                                    | 41° 10′ 51″ N, 0° 21′ 12″ E / 41.1808592°N,0.35327969°E 362 msnm                                    |                                            |                                            | Modifica les dades a Wikidata |
|        | quart viaducte ferroviari del Matarranya                | Faió la Pobla de Massaluca                    | viaducte pont ferroviari                       | Travessa: Matarranya Hi passa: línia Reus-Casp Estat: parcialment destruït | 41° 13′ 50″ N, 0° 20′ 31″ E / 41.23051389°N,0.34196389°E                                            |                                            |                                            | Modifica les dades a Wikidata |
|        | sínia                                                   | la Pobla de Massaluca                         | sínia                                          | Estil: arquitectura popular                                                | | bé integrant del patrimoni cultural català |                                            | Modifica les dades a Wikidata |